# Fenouilia kreitneri
Fenouilia kreitneri é uma espécie de gastrópode da família Pomatiopsidae.
É endémica da China.